# バンドゥルマ
バンドゥルマ（トルコ語: Bandırma）は、トルコ北西部のマルマラ海の南にある都市で、バルケスィル県の一区である。マルマラ海の南の同名の湾に位置し、重要な港湾都市である。2021年現在、人口は161,894人である。